# Zuidrijns voetbalkampioenschap 1916/17
In 1916/17 werd het vijftiende Zuidrijns voetbalkampioenschap gespeeld, dat georganiseerd werd door de West-Duitse voetbalbond. Er was geen verdere eindronde meer voor de kampioenen.  

## Kreisliga

### Groep Keulen linkerrijn
De eindstand is niet meer bekend, enkel dat Cölner TV 1843 kampioen werd. 

### Groep Bonn
| Plaats | Club             | Wed.           | W              | G              | V              | Saldo          | Ptn.           |
| ------ | ---------------- | -------------- | -------------- | -------------- | -------------- | -------------- | -------------- |
| 1.     | FC Borussia Bonn | 10             |                |                |                | 35:9           | 18:2           |
| 2.     | SV Siegburg 04   | 10             |                |                |                | 28:12          | 12:8           |
| 3.     | Bonner TV        | 10             |                |                |                | 29:17          | 11:9           |
| 4.     | 1. FC Spich 1911 | 10             |                |                |                | 12:34          | 10:10          |
| 5.     | TV Siegburg      | 10             |                |                |                | 11:15          | 9:11           |
| 6.     | Bonner BC 08     | 10             |                |                |                | 6:34           | 0:20           |
| 7.     | Bonner FV 01     | Teruggetrokken | Teruggetrokken | Teruggetrokken | Teruggetrokken | Teruggetrokken | Teruggetrokken |

|  | Groepswinnaar |

### Groep Berg
| Plaats | Club                     | Wed.           | W              | G              | V              | Saldo          | Ptn.           |
| ------ | ------------------------ | -------------- | -------------- | -------------- | -------------- | -------------- | -------------- |
| 1.     | Cronenberger SC 02       | 14             |                |                |                | 67:28          | 24:4           |
| 2.     | SV Germania 07 Elberbeld | 14             |                |                |                | 43:25          | 18:10          |
| 3.     | FC Preußen Barmen        | 14             |                |                |                | 29:22          | 17:11          |
| 4.     | BV Barmen                | 14             |                |                |                | 24:33          | 17:11          |
| 5.     | SC Sonnborn 07           | 14             |                |                |                | 34:32          | 16:12          |
| 6.     | FC Germania Barmen       | 14             |                |                |                | 11:30          | 8:20           |
| 7.     | SSV 1904 Elberfeld       | 14             |                |                |                | 14:33          | 7:21           |
| 8.     | BC Gräfrath 03           | 14             |                |                |                | 14:33          | 5:23           |
| 9.     | BV Solingen 98           | Teruggetrokken | Teruggetrokken | Teruggetrokken | Teruggetrokken | Teruggetrokken | Teruggetrokken |
| 10.    | BV Velbert 07            | Teruggetrokken | Teruggetrokken | Teruggetrokken | Teruggetrokken | Teruggetrokken | Teruggetrokken |

|  | Groepswinnaar |